# Central térmica de Escombreras
La central térmica de Escombreras es una central termoeléctrica de ciclo combinado situada en el término municipal de Cartagena en la Región de Murcia (España). Utiliza como combustible el gas natural, y costó 800 millones de euros. Es propiedad de Iberdrola, y sustituyó a otras dos centrales convencionales que se encontraban en la misma ubicación.
Cuenta con una potencia instalada de 831 megavatios. La operación y el mantenimiento corre a cargo de Iberdrola Operación y Mantenimiento (IOMSA).

## Historia
La antigua central de fueloil fue construida en 1957 por Hidroeléctrica Española en Escombreras. Inicialmente constaba de 3 grupos construidos en 1956-1957, dos grupos de 70 MW y uno de 140 MW. En 1967, se amplió con los grupos 4 y 5 de 289 MW. Los grupos 1, 2 y 3 se sustituyeron en 2003 por el grupo 6 de gas natural, puesto en marcha en 2005. Posteriormente fueron demolidos todos los grupos de ciclo convencional, quedando en funcionamiento únicamente el ciclo combinado.

## Datos técnicos
- 2 turbinas de gas GE 9FB-based S209FB
- Generadores GE 330H
- Eficiencia del 58 %
- Las turbinas de gas son de combustible flexible: pueden funcionar tanto con gas como con gasóleo.

## Propiedad
La central de Escombreras está participada por:
- Iberdrola 100 %